# Episodi de I detectives (terza stagione)
La terza stagione della serie televisiva I detectives (The Detectives) è andata in onda negli Stati Uniti dal 29 settembre 1961 al 18 maggio 1962 sulla NBC.
| nº | Titolo originale          | Titolo italiano             | Prima TV USA      | Prima TV Italia |
| -- | ------------------------- | --------------------------- | ----------------- | --------------- |
| 1  | Tobey's Place             | Il bar di Tobey             | 29 settembre 1961 |                 |
| 2  | The Legend of Jim Riva    | Una nuova vita              | 6 ottobre 1961    |                 |
| 3  | Shadow of His Brother     | All'ombra del fratello      | 13 ottobre 1961   |                 |
| 4  | A Barrel Full of Monkeys  | Il sogno del Signor Morton  | 27 ottobre 1961   |                 |
| 5  | One Lucky Break           | Le mani legate              | 3 novembre 1961   |                 |
| 6  | A Piece of Tomorrow       | Il guardiano                | 10 novembre 1961  |                 |
| 7  | Beyond a Reasonable Doubt | Vivere sulla collina        | 17 novembre 1961  |                 |
| 8  | Hit and Miss              | Il pirata della strada      | 1º dicembre 1961  |                 |
| 9  | Song of the Guilty Heart  | Il tormento di Thea         | 8 dicembre 1961   |                 |
| 10 | Escort                    | La scorta                   | 15 dicembre 1961  |                 |
| 11 | The Queen of Craven Point | La regina del Centro Craven | 22 dicembre 1961  |                 |
| 12 | Act of God                | Un intervento divino        | 29 dicembre 1961  |                 |
| 13 | Point of No Return        | La resa dei conti           | 12 gennaio 1962   |                 |
| 14 | Crossed Wires             | Interferenza telefonica     | 19 gennaio 1962   |                 |
| 15 | Night on the Town         | Notte sulla città           | 26 gennaio 1962   |                 |
| 16 | Pandora's Box             | Il vaso di Pandora          | 2 febbraio 1962   |                 |
| 17 | The Jagged Edge           | Senza movente               | 9 febbraio 1962   |                 |
| 18 | The Outsider              | Quelle divise grigie        | 16 febbraio 1962  |                 |
| 19 | Walk a Crooked Line       | Vicolo cieco                | 23 febbraio 1962  |                 |
| 20 | Night Boat                | Sulla baia di notte         | 2 marzo 1962      |                 |
| 21 | One Lousy Wednesday       | Un maledetto mercoledì      | 9 marzo 1962      |                 |
| 22 | The Con Man               |                             | 16 marzo 1962     |                 |
| 23 | Never the Twain           | Il grosso colpo             | 23 marzo 1962     |                 |
| 24 | Three Blind Mice (1)      | 3 topi ciechi (1ª parte)    | 30 marzo 1962     |                 |
| 25 | Three Blind Mice (2)      | 3 topi ciechi (2ª parte)    | 6 aprile 1962     |                 |
| 26 | Finders Keepers           | Caccia al clown             | 13 aprile 1962    |                 |
| 27 | The Fourth Commandment    | I tre nemici                | 20 aprile 1962    |                 |
| 28 | The Walls Have Eyes       | Anche i muri hanno occhi    | 27 aprile 1962    |                 |
| 29 | Strangers in the House    | Estranei in casa            | 4 maggio 1962     |                 |
| 30 | Saturday Edition          | Edizione del sabato         | 18 maggio 1962    |                 |

## Tobey's Place
- Prima televisiva: 29 settembre 1961
- Diretto da: Paul Wendkos
- Scritto da: Michael Morris

### Trama
- Guest star: William Windom (Sutter), Stewart Bradley (Connors), Peter Whitney (Tobey), Jay Adler (Benjy), Marty Ingels (Lazarus), Leonid Kinskey (Kochinsky), Robert Brubaker (Whiting), Anita Sands (Iris)

## The Legend of Jim Riva
- Prima televisiva: 6 ottobre 1961
- Diretto da: Richard Carlson
- Soggetto di: Arthur Browne, Jr.

### Trama
- Guest star: Rudy Solari (Nathan Riva), Sandra Warner (Miss Clark), Joe De Santis (Vince), Naomi Stevens (Martha), Butch Patrick (Bobby), Frank Sutton (Frankie), William Sargent (ufficiale di polizia), Oscar Beregi, Jr. (Arnie), Edward G. Robinson (Big Jim Riva)

## Shadow of His Brother
- Prima televisiva: 13 ottobre 1961
- Diretto da: Richard Carlson
- Scritto da: Palmer Thompson

### Trama
- Guest star: William Sargent (Drenek), Mel Carter (Mallory), Sandra White (Anita Clark), Lew Gallo (Carter), Joe Higgins (camionista), Martin Landau (Vince Traynor)

## A Barrel Full of Monkeys
- Prima televisiva: 27 ottobre 1961
- Diretto da: Robert Butler
- Scritto da: Calvin Clements Sr.

### Trama
- Guest star: Sue Ane Langdon (Fifi LaRue), Dabbs Greer (Blane), Nancy Gates (dottor Eileen Corbett), Dee J. Thompson (Emma Morton), Milton Parsons (Jones), Frank Kreig (Harrigan), Hazel Shermet (Mrs. Blane), Roger Mobley (ragazzo), William Sargent (Plainclothesman), Arthur Malet (Percy Morton)

## One Lucky Break
- Prima televisiva: 3 novembre 1961
- Diretto da: Thomas Carr
- Scritto da: Alvin Sapinsley

### Trama
- Guest star: Than Wyenn (Foster), Roger De Koven (Frank Hyssop), Jonathan Hole (capo cameriere), Stanja Lowe (Mrs. Hyssop), Leigh Snowden (Susie), George N. Neise (Gender), Whit Bissell (Mortmain)

## A Piece of Tomorrow
- Prima televisiva: 10 novembre 1961
- Diretto da: Walter Doniger
- Scritto da: Lee Berg

### Trama
- Guest star: Jack Betts (Tom Harper), Narda Onyx (Rosa Trapolis), Charles Aidman (Noel Ross), John Bolt (Fred Gordon), Sara Taft (Mrs. Fenady), Howard Caine (Ben Martin), Victor Buono (Gustafson), Michael Constantine (Salvatore Trapolis)

## Beyond a Reasonable Doubt
- Prima televisiva: 17 novembre 1961
- Diretto da: Alvin Ganzer
- Scritto da: Herman Groves

### Trama
- Guest star: Carl Benton Reid (dottor Temple), Robert Brubaker (Reese Carter), Denver Pyle (Bill Darien), Michael Parks (Johnny Blaine), Jim Boles (Jethro Small), Dawn Wells (Sally), Roy Engel (Roy Carp), David Winters (Billy Joe Temple), Joe Higgins (Tom Jackson), Terry Huntingdon (Mary Carter), June Lang (Evelyn)

## Hit and Miss
- Prima televisiva: 1º dicembre 1961
- Diretto da: Richard Carlson
- Scritto da: Louis Pelletier

### Trama
- Guest star: Antony Carbone (Max Koster), Sue England (Mrs. Eckner), Marvin Kaplan (Irwin), Grace Lee Whitney (Susie), Barnaby Hale (barista), Lincoln Demyan (barista), Jo Wilder (Alma Adamson), James T. Callahan (Phil), Calvin Jackson (suonatore piano), Richard Gering (Donny), Joe Mantell (Stanley Adamson)

## Song of the Guilty Heart
- Prima televisiva: 8 dicembre 1961
- Diretto da: Ted Post
- Scritto da: Michael Morris

### Trama
- Guest star: Joe Higgins (Milo Krueger), Jack Holland (portiere), Eileen Ryan (Mrs. Coil), Robert Patten (Les McCoy), Leo Penn (Coil), Rita Lynn (Ella Russo), Inger Stevens (Thea Templeton)

## Escort
- Prima televisiva: 15 dicembre 1961
- Diretto da: Richard Carlson
- Scritto da: Ed Adamson

### Trama
- Guest star: Hazel Shermet (Miss Ferris), Charles Tannen (Frank Herndon), Pat Crowley (Norma Wheeler), Russell Collins (Roger Ditmar), Ed Nelson (Al Kramer), Michael Harris (Gilman), Mel Carter (sergente), Judy Erwin (bambina), Telly Savalas (Ben Willis)

## The Queen of Craven Point
- Prima televisiva: 22 dicembre 1961
- Diretto da: Thomas Carr
- Scritto da: Calvin Clements Sr.

### Trama
- Guest star: Michael Fox (Lab Man), Laura Shelton (Nancy), Michael Forest (Jay Wiley), Sandra Warner (Frieda), Russell Johnson (Lee Taber), Danielle Aubry (cameriera), Kip King (Seymour), Wallace Earl (Mala), Lola Albright (Edna Craven)

## Act of God
- Prima televisiva: 29 dicembre 1961
- Diretto da: Paul Wendkos
- Scritto da: Jack Laird

### Trama
- Guest star: Mark Allen (Bill Gaffney), Larry Breitman (Leo Purvis), Bruce Dern (Jud Treadwell), Harry Swoger (Rafe Degenkamp), Ken Robards (usciere), Joan Connors (Dora), Milton Selzer (Ozzie), Charles Lampkin (Porter), Diane Ladd (Gloria Tyler), James Whitmore (Francis Xavier Murphy)

## Point of No Return
- Prima televisiva: 12 gennaio 1962
- Diretto da: Charles Haas
- Scritto da: Calvin Clements Sr.

### Trama
- Guest star: Steve Clinton (Benson), Leslie Wales (Louise Gordon), Rayford Barnes (Ziggy), Pamela Duncan (Rita), Jerry Paris (Michael Hearn), Josh Paine (Everett Gordon), Jo Helton (Barbara), Roy Engel (sceriffo), Robert Gist (Tully)

## Crossed Wires
- Prima televisiva: 19 gennaio 1962
- Diretto da: Richard Carlson
- Scritto da: Antony Ellis

### Trama
- Guest star: Robert Karnes (Bill Weidel), Robert Brubaker (Joel Shackfield), Frank Sutton (Frank Lauter), Jean Byron (Livona Hart), Ed Nelson (Stanley Bolen), Charles Maxwell (Corey Nash), Brenda Scott (Irene Shackfield), William Woodson (medico legale), Dianne Foster (Eleanor Curran)

## Night on the Town
- Prima televisiva: 26 gennaio 1962
- Diretto da: Robert Butler
- Scritto da: Elliot West

### Trama
- Guest star: Alice Backes (Alma Prager), Pamela Curran (Cora), Grace Lee Whitney (Darlene), Leonard Stone (Silo), Arthur Malet (Walter Prager), John Abbott (Carl Ganzer), Stan Becker (Emcee), Jerry Riggio (Maitre'd), Frank Bella (usciere), Mari Blanchard (Viola Cody)

## Pandora's Box
- Prima televisiva: 2 febbraio 1962
- Diretto da: Paul Wendkos
- Scritto da: Calvin Clements Sr.

### Trama
- Guest star: Billy Booth (Justin), Kathleen Freeman (Betty), Ronnie Dapo (Mike Russo), Alice Backes (Mrs. Williams), Rita Lynn (Ella Russo), Ford Rainey (John Lester)

## The Jagged Edge
- Prima televisiva: 9 febbraio 1962
- Diretto da: Alvin Ganzer
- Scritto da: A. I. Bezzerides

### Trama
- Guest star: Rudy Dolan (Jack Wiley), Larry Breitman (Arnie), Harvey Korman (Gibson Holly), Joe Higgins (Sam), Paul Mazursky (Buddy), Jean Allison (Violet Wiley), Joan Harding (Marsha), Chris Robinson (Charles Crown)

## The Outsider
- Prima televisiva: 16 febbraio 1962
- Diretto da: Thomas Carr
- Scritto da: Barry Trivers

### Trama
- Guest star: Joe Higgins (addetto al distributore di benzina), Joseph Mell (Janitor), Diane Mountford (Anita Foster), Peter Brocco (Montero), Penny Santon (moglie), Evan Macneil (Donna), Dabbs Greer (Ed Foster), George Mather (Lab Man), Davis Roberts (Charlie), Patricia Huston (Mrs. Foster)

## Walk a Crooked Line
- Prima televisiva: 23 febbraio 1962
- Diretto da: Lewis Allen
- Scritto da: Clark Howat

### Trama
- Guest star: Robert Bice (Range Officer), Kay Stewart (Mrs. Young), Leonard Stone (Barney), John Wengraf (Varchek), George Mather (Mike), Clark Howat (Dick Young), James Drury (Adrian)

## Night Boat
- Prima televisiva: 2 marzo 1962
- Diretto da: Arthur Hiller
- Scritto da: Calvin Clements Sr.

### Trama
- Guest star: Adrienne Hayes (Elsie), Steve Harris (Albert), Jena Engstrom (Frances), Stanley Adams (Kane), Joyce Van Patten (Phyllis), Bill Idelson (Lab Man), Michael Keep (Davis), John Brinkley (Georgie), Scott Marlowe (Frank Worden)

## One Lousy Wednesday
- Prima televisiva: 9 marzo 1962
- Diretto da: Lewis Allen
- Scritto da: Alvin Sapinsley

### Trama
- Guest star: Doug Lambert (Pete Russo), Gregory Irvin (Mike Russo), Lew Gallo (Sternweiler), Eddie Quillan (Noolie), Rita Lynn (Ella Russo), Morris Erby (Goddard), Sean McClory (Swami)

## The Con Man
- Prima televisiva: 16 marzo 1962
- Diretto da: Paul Wendkos
- Scritto da: Lewis Reed

### Trama
- Guest star: Lillian Bronson (Zia Vee), William Tannen (Bond), Alice Frost (Mrs. Bond), Herbie Faye (Michaels), Herschel Bernardi (Arizon), Howard Wright (Derelict), David Fresco (Novella), Natalie Norwick (Marie)

## Never the Twain
- Prima televisiva: 23 marzo 1962
- Diretto da: Richard Donner
- Scritto da: Calvin Clements Sr.

### Trama
- Guest star: John Davis Chandler (Starr), Laurie Main (colonnello Driscoll), Adam Williams (Felix), Enid Jaynes (Yooko), Bob Okazaki (Ito), Ed Nelson (George)

## Three Blind Mice (1)
- Prima televisiva: 30 marzo 1962
- Diretto da: Paul Wendkos
- Scritto da: Alvin Sapinsley

### Trama
- Guest star: Philip Bourneuf (Arthur Serokin), Bernard Fein (Simon Metapuff), Harold Stone (Fred Forest), Marc Lawrence (Marcus Maroon), Garry Walberg (Arch Binder), Marc Cavell (Shoeshine Boy), Hugh Sanders (Walsh), Vera Miles (Lucy Forest)

## Three Blind Mice (2)
- Prima televisiva: 6 aprile 1962
- Diretto da: Paul Wendkos
- Scritto da: Alvin Sapinsley

### Trama
- Guest star: Philip Bourneuf (Arthur Serokin), Bernard Fein (Simon Metapuff), Marc Lawrence (Marcus Maroon), Harold Stone (Fred Forest), Hugh Sanders (Walsh), Vera Miles (Lucy Forest)

## Finders Keepers
- Prima televisiva: 13 aprile 1962
- Diretto da: Paul Wendkos
- Scritto da: Don Brinkley

### Trama
- Guest star: David Renard (Alfredo), Michael Davis (ragazzo), Al Ruscio (Navas), Marion Ross (Stacy Newcombe), Richard Devon (Barney Hogan), Herb Armstrong (Harold), Melora Conway (Mrs. Corbett), Diane Mountford (Candy Corbett)

## The Fourth Commandment
- Prima televisiva: 20 aprile 1962
- Diretto da: Lawrence Dobkin
- Scritto da: Lee Berg

### Trama
- Guest star: Les Damon (Carter), Tyler McVey (Vanderow), Aneta Corsaut (Mae Banks), Sue England (Ann), Ben Wright (Charles Banks), Molly Dodd (Monica), James Douglas (Ted Banks)

## The Walls Have Eyes
- Prima televisiva: 27 aprile 1962
- Diretto da: Alvin Ganzer
- Scritto da: The Gordons

### Trama
- Guest star: Noam Pitlik (Jimmy), William Bryant (Fowler), Johnny Seven (Bailey), John Larkin (Burt Jackson), Gail Kobe (Karen), Joe Higgins (Dave Wallace), Marjorie Bennett (Gossip), Ellen Burstyn (Nora Carver)

## Strangers in the House
- Prima televisiva: 4 maggio 1962
- Diretto da: Tom Gries
- Scritto da: Peter Stephens

### Trama
- Guest star: Charles Wagenheim (Watchman), John Karlen (Frankie), Brian Davies (Gary), Claude Johnson (Peter), David Sheiner (dottor Harvey)

## Saturday Edition
- Prima televisiva: 18 maggio 1962
- Diretto da: Robert Butler
- Scritto da: Sy Salkowitz

### Trama
- Guest star: Morgan Brittany (Leslie Martell), Eleanor Audley (Liz Roberts), Joseph Ruskin (B. J. Anthony), Warren J. Kemmerling (Tuna March), Reva Rose (Shirley Goldberg), Robert P. Lieb (Casey Shaw), John Newton (Arnold Thomas), Joe Higgins (Archie), John Larkin (Jeff Martell)